# Мика Стојсављевић
Мика Стојсављевић (енгл. Mika Stojsavljevic) је британски тенисер. До сада јој је највећи успех титула у појединачној конкуренцији за девојчице на УС Опену 2024.

## Биографија
Стојсављевић је рођен од оца Србина из Велике Попине у Хрватској и мајке Пољакиње из Варшаве. Одрасла је у Илингу, где је похађала школу Светог Бенедикта, а сада тренира на националној академији ЛТА у Лафбороу.. Одрастајући, обожавала је Марију Шарапову.

## Каријера

### Јуниорска каријера

#### 2023
У априлу 2023. стигла је до финала ЛТА националног јуниорског првенства где је изгубила од Хане Клугман.
Такмичећи се као 14-годишњакиња на шампионату у Вимблдону 2023. за девојчице, Стојсављевић је обезбедио велику победу над четвртим носиоцем и јуниорском финалисткињом Отвореног првенства Француске Лучаном Перес Аларкон и 14. носиоцем Аустралије Емерсон Џонс, пласиравши се у четвртфинале.

#### 2024
У априлу 2024., Стојсављевић и Мими Ксу су се упариле и победиле са 6–2, 1–6, 12–10 над Флором Џонсон и Алегром Корпанец Дејвис у дублу за девојчице на У18 јуниорском националном првенству. Истог дана, Ксу је победио Стојсављевића у полуфиналу сингла за девојчице. У јуну 2024. године, играјући уз Ксу, Стојсављевић је стигла до финала женског дублова на Вимблдону 2024., након победе над носиоцима и браниоцима титуле, Аленом Ковачковом и Лауром Самсон у четвртфиналу и узастопне победе над Џулијом. Стусек и Јулие Пастикова у полуфиналу.  У финалу су изгубиле на тај брејку за шампионат од Тајре Кетерине Грант и Иве Јовић из Сједињених Држава.
Заједно са Мингге Ксу стигла је до четвртфинала у дублу за девојке на УС Опену 2024. . У синглу за девојчице УС Опена 2024, победила је првог носиоца Емерсон Џонс и трећег носиоца Иву Јовић и стигла до финала, где је победила Вакану Санобе из Јапана у узастопним сетовима. Тиме је постала прва британска играчица која је победила у финалу сингла за девојчице на УС Опену од Хедер Вотсон 2009. године.

### Сениорска каријера
У априлу 2024, са 15 година, Стојсављевић је победио двоструку четвртфиналистку Вимблдона Тамиру Пашек резултатом 7–6, 6–4 и стигао до финала сингла у Нотингему В35. Освојила је своју прву ИТФ титулу у синглу савладавши Францускињу Јулиу Белгравер резултатом 7–6, 6–3 у финалу.
У јуну 2024. добила је вајлд карту за квалификације за сингл на Вимблдонском првенству 2024.